# Aglais guhni
Aglais guhni är en fjärilsart som beskrevs av Tschauner 1926. Aglais guhni ingår i släktet Aglais och familjen praktfjärilar. Inga underarter finns listade i Catalogue of Life.